# Ништадтский мирный договор
Ништа́дтский мир (швед. Freden i Nystad) — мирный договор между Русским царством и Шведским королевством, завершивший Северную войну 1700—1721 годов. Подписан 30 августа (10 сентября) 1721 года в городе Ништадте (сейчас в составе Финляндии; шведское название — Нюстад, финское — Уусикаупунки). Был подписан со стороны России Яковом Брюсом и Андреем Остерманом, со стороны Швеции — Юханом Лилльенстедтом и Отто Стрёмфельдом. Договор написан на шведском и немецком языках.
Договор изменил русско-шведскую границу, ранее закреплённую Столбовским мирным договором 1617 года. Швеция признала присоединение к России Лифляндии, Эстляндии, Ингерманландии, части Карелии (т. н. Старой Финляндии) и других территорий. Россия обязалась вернуть Швеции оккупированную ею Финляндию и уплатить денежную компенсацию.
Ратифицирован 9 (20) сентября. 10 сентября 1721 года в Москве были устроены торжества по случаю Ништадтского мира. Победа в Северной войне выдвинула Россию в число крупнейших европейских государств.

## История
В конце Северной войны союзники Петра I — Англия и Нидерланды — не желали полного поражения Швеции и усиления России на Балтике. Это привело к распаду коалиции и заключению 4 (15) августа 1717 года союзного договора с Францией: Париж обещал посредничество в переговорах с Швецией, до предела истощённой длительной войной. 12 (23) мая 1718 года открылся Аландский конгресс — на одном из Аландских островов. Со стороны России переговоры возглавили Яков Брюс и Андрей Остерман. Однако, надеясь на помощь Англии, шведы всячески затягивали переговоры. Кроме того, после гибели Карла XII в 1718 году ко власти в Швеции пришла реваншистская группировка королевы Ульрики Элеоноры, выступавшая за сближение с Англией и продолжение военных действий.
В 1719 году под воздействием английской дипломатии была организована коалиция европейских государств против России. В её состав вошли Австрия, Саксония и Ганновер. Англия обещала военную и финансовую помощь шведам. Переговоры на Аландском конгрессе были прекращены. В 1719 году русский флот победил шведов у острова Эзель, а в 1720-м — у острова Гренгам. Англия была вынуждена отозвать свою эскадру из Балтики. В 1719—1720 годах были проведены три успешных десантных операции на территории Швеции. Всё это вынудило шведов возобновить переговоры в мае 1721 года в Ништадте.

## Условия договора
Договор состоял из преамбулы и 24 статей. По договору Россия закрепила выход к Балтийскому морю: к ней отошли часть Карелии, расположенной к северу от Ладожского озера, с Выборгом, Ингерманландия от Ладоги до Нарвы, часть Эстляндии с Ревелем, часть Лифляндии с Ригой, острова Эзель и Даго.
Предусматривался обмен пленными и амнистия «преступникам и перебежчикам» (кроме сторонников Ивана Мазепы). Финляндия возвращалась Швеции, которая также получила право беспошлинно закупать и вывозить из России хлеба на 50 тыс. рублей в год. Договор подтверждал все привилегии, предоставленные остзейскому дворянству шведским правительством: оно сохранило своё самоуправление, сословные органы и т. д.
Основные положения договора:
1. Вечный и неразрывный мир между царём русским и королём шведским и их преемниками;
2. Полная амнистия с обеих сторон, за исключением казаков, последовавших за Мазепой и Костем Гордеенко;
3. Все военные действия прекращаются в 14-дневный срок;
4. Шведы уступают во вечное владение царской семье часть Лифляндии, Эстляндию, Ингерманландию, часть Карелии[1];
5. Швеции возвращается Финляндия и выплачивается компенсация;
6. Исповедание веры на данных территориях свободно.

## 2 миллиона ефимков[3]
Странный 5-й пункт договора оговаривал, что победившая сторона, то есть Россия, в изысканных выражениях принимает на себя обязательство уплатить деньги побежденной стороне, то есть Швеции. Размер выплат составлял два миллиона талеров (ефимков), уплачиваемых в строго определенные сроки и через строго определенные банки Гамбурга, Лондона и Амстердама.
«5. Против того же е.ц.в. обещает в четыре недели по размене ратификаций о сем мирном трактате, или прежде, ежели возможно, е.к.в. и короне свейской возвратить, и паки испражнить Великое княжество Финляндское кроме той части, которая внизу в описанном разграничении выключена и за е.ц.в. остаться имеет, так и таким образом, что е.ц.в., его наследники и последователи на сие ныне возвращенное Великое княжение никакого права, ниже запроса, под каким бы видом и именем то ни было, вовеки иметь не будут, ниже чинить могут. Сверх того хочет е.ц.в. обязан быть и обещает е.к.в. сумму двух миллионов ефимков исправно без вычета и конечно от е.к.в. с надлежащими полномочными и расписками снабденным уполномоченным заплатить и отдать указать на такие сроки и такой монетой, как о том в сепаратном артикуле, который такой же силы и действа есть, яко бы он от слова до слова здесь внесен был, постановлено и договорено.»
Приведенному в 5 статье договора слову «против» в современном русском языке равнозначно слово «взамен». Слову «паки» равнозначно «а также», а слово «испражнить» соответствует просторечному «опорожнить», то есть в данном случае «очистить» (от войск), эвакуировать территорию Великого княжества Финляндского. Сверх того царь обязуется выплатить денежную сумму в 2 млн ефимков (иоахимсталеров, в то время приравненных к русскому рублю). В сепаратном артикуле оговаривалось, что расчёт производится в прусских, саксонских или брауншвейгских «цвейдрительштирах» — ходячей монете в 20 грошей, принимая три цвейдрительштира за два талера (в двух талерах 60 грошей), а за их недостатком в другой ходячей монете по вексельному курсу; перечислялись также приемлемые для уплаты банки и сроки платежей.

## Условия мира
Условиями мира были:
- Швеция уступила свою часть Ливонии, Эстонию, включая Озель и Даго, Ингерманланд, Выборгский уезд и южную часть Кексгольмского уезда.
- Швеция получила 2 миллиона риксдалеров для финских провинций.
- Свобода вероисповедания была гарантирована на территориях, уступленных Швецией, и им было разрешено сохранить торговые привилегии.
- Шведскому государству было разрешено ежегодно беспошлинно вывозить из Ливонии зерно на сумму 50 000 рублей.
- России было предоставлено право выступать посредником в мирных переговорах между Швецией и Польшей.
- Россия обязалась не предпринимать никаких действий против шведского государства, престолонаследия и многого другого, а также не будет способствовать тому, чтобы ни одна другая нация не сделала этого.
- Россия вернула Финляндию Швеции через четыре недели после ратификации мира.

2 миллиона ефимков при весе монеты в 1721 году 28 граммов — это 56 тонн серебра. Для сравнения можно указать, что первенец российского линейного флота 52-пушечный линкор «Полтава» обошёлся государевой казне в 35 тысяч ефимков, и это включая стоимость пушек. Таким образом, Пётр I отправил в Швецию сумму, достаточную для снаряжения могучего флота из 56 линкоров. Ежегодный бюджет России в те годы составлял порядка 4—5 миллионов рублей (или ефимков; серебряный рубль перечеканивался из иоахимсталера), так что царь отправил шведам половину всего бюджета страны. В то же время «Финансовая статистика Швеции в период 1719—2003 гг.» говорит, что в 1721 году бюджет этой страны составлял около 6 миллионов шведских далеров, или 2 миллиона ефимков. Таким образом, шведы получили от России сумму, эквивалентную их годовому бюджету.
Деньги должны были быть уплачены до второй половины сентября 1724 года, но так не случилось. Только в феврале 1727 года новый шведский король Фредерик I передал русскому послу в Стокгольме князю Василию Долгорукову квитанцию о принятии Швецией двух миллионов талеров. Возможная причина, по которой это было сделано, кроется в отношениях Петра I c польским королём Августом Сильным, с которым он первоначально вступил в войну с Швецией как союзник и обязался в случае победы отдать Лифляндию ему, так как она граничила с одной стороны с польской Инфлянтией, а с другой — с вассальным польской короне Курляндским герцогством. Возможно, деньги были за то, чтобы в Ништадтском договоре появилась фраза «на вечные времена», размышляет родившийся через 58 лет после подписания договора русский историк — князь Михаил Михайлович Щербатов: «По заключении мира император заплатил Швеции два миллиона рублей за Лифляндию, на кою Польская Республика могла иметь требования, ибо Пётр I обязался заключенным с польским королем трактатом, чтобы в случае завоевания Лифляндии сия провинция осталась Польше, а прежде Ништадтского мира император намерен был отдать оную Швеции. И сделалось бы так, если бы барон Остерман, бывший потом в России министром, не подкупил на Ништадском конгрессе шведских министров», хотя в договоре речь о намерении царя выплатить деньги находится в пункте о Финляндии.
Сам Пётр ещё до заключения мира со шведами инструктировал своих послов, как добиться благосклонности влиятельной Англии: «Ежели и на то не согласятся — предложить денег министру, но поступать в том осторожно, разведав, склонны ли те министры к взяткам… Не чаю, чтоб Мальбрука дачею склонить, поскольку дюже богат; однако ж обещать тысяч 200 или больше». «Дача» в этом контексте означает взятку, а Мальбруком царь называет военачальника Великобритании герцога Мальборо. Очевидно, тайная дипломатия и подкуп сыграли свою роль: английская эскадра на Балтике не стала помогать шведским союзникам в борьбе с русскими карательными десантами в Финляндии, а потом совсем покинула Балтийское море.

## Результаты
Россия получила выход к Балтийскому морю и, таким образом, стала играть более значимую роль на международной арене. 22 октября (2 ноября) 1721 года она была провозглашена империей, а Пётр I «по прошению сенаторов» принял титул Отца Отечества, Императора Всероссийского.

## Память
В Летнем саду Санкт-Петербурга в 1726 году была установлена беломраморная скульптурная группа «Мир и Победа. Ништадтский мир» итальянского ваятеля П. Баратты. Обнажённая женская фигура с рогом изобилия и опрокинутым горящим факелом олицетворяет Россию. У её ног находятся щит, пушка и барабан, символизирующие бдительность. Россию венчает лавровым венком богиня победы Ника, которая держит пальмовую ветвь — символ мира, а ногой попирает поверженного льва, геральдический символ Швеции. В ногах у богини трепыхается польский орёл. Лев лапой придерживает картуш с надписью на латыни: ''Magnus est qui dat et qui accipit sed maximus qui ambe haec dare potest" («Велик и тот, кто дает, и тот, кто принимает. Но самый великий тот, кто и то и другое свершить может»).
Центральная фигура петергофского каскада фонтанов — Самсон, раздирающий пасть льву, также знаменует победу русского оружия в Северной войне.